# عوركي بزرغ عليا
عوركي بزرغ عليا (بالفارسية: عورکی بزرگ علیا) هي منطقة سكنية تقع في البلدة المركزية في إيران. يقدر عدد سكانها بـ 1,215 نسمة .